# Hayli Gubbi
Le Hayli Gubbi est un volcan bouclier d'Éthiopie.